# Crooklyn Clan
Crooklyn Clan ist ein US-Hip-Hop-Produzenten- und DJ-Team aus Brooklyn, New York City. Die Mitglieder sind Joseph Rizzo (DJ Riz) und Edmund Bini (DJ Sizzahandz).

## Karriere
Die Musiker waren bereits vorher als Hip-Hop-DJs und Produzenten aktiv. Als Team veröffentlichen sie seit Mitte der 1990er Jahre Singles und 12"-Maxis beim Label AV8. Es kam dabei auch zu Kollaborationen mit anderen Produzenten oder Sängern, besondere Beachtung fanden jene zusammen mit Fatman Scoop. Erfolgreichste Single wurde Be Faithful, welche ein internationaler Charthit wurde.

## Diskografie

### Singles als Gastmusiker
| Jahr | Titel Album                           | Höchstplatzierung, Gesamtwochen, AuszeichnungChartplatzierungen (Jahr, Titel, Album, Platzierungen, Wochen, Auszeichnungen, Anmerkungen) | Höchstplatzierung, Gesamtwochen, AuszeichnungChartplatzierungen (Jahr, Titel, Album, Platzierungen, Wochen, Auszeichnungen, Anmerkungen) | Höchstplatzierung, Gesamtwochen, AuszeichnungChartplatzierungen (Jahr, Titel, Album, Platzierungen, Wochen, Auszeichnungen, Anmerkungen) | Höchstplatzierung, Gesamtwochen, AuszeichnungChartplatzierungen (Jahr, Titel, Album, Platzierungen, Wochen, Auszeichnungen, Anmerkungen) | Höchstplatzierung, Gesamtwochen, AuszeichnungChartplatzierungen (Jahr, Titel, Album, Platzierungen, Wochen, Auszeichnungen, Anmerkungen) | Anmerkungen                                                                            |
| Jahr | Titel Album                           | DE | AT | CH | UK | US | Anmerkungen                                                                            |
| ---- | ------------------------------------- | --- | --- | --- | --- | --- | -------------------------------------------------------------------------------------- |
| 2003 | Be Faithful Party Breaks: Volume 1    | DE28 (11 Wo.)DE | AT46 (7 Wo.)AT | CH15 (13 Wo.)CH | UK1 Platin · (16 Wo.)UK | — | Erstveröffentlichung: März 1999; Wiederveröffentlichung: Oktober 2003 mit Fatman Scoop |
| 2004 | It Takes Scoop Party Breaks: Volume 1 | — | — | CH33 (7 Wo.)CH | UK9 (11 Wo.)UK | — | Erstveröffentlichung: Februar 2004 mit Fatman Scoop                                    |

Weitere Singles
- 1995: Coffee Breaks
- 1996: Club Headz
- 1996: Eargasmz
- 1997: Chooze One
- 1997: Here We Go Now (mit DJ Kool)
- 1998: Wut Wut
- 1999: Did I Do That
- 2000: South
- 2003: Let´s Get Ill!